# معهد ووهان لأبحاث الفيروسات
معهد ووهان لأبحاث الفيروسات (بالصينية: 中国科学院武汉病毒研究所؛ بالبينينية: Zhōngguó Kēxuéyuàn Wǔhàn Bìngdú Yánjiūsuǒ): هو معهد أبحاث تديره الأكاديمية الصينية للعلوم لدراسة الفيروسات، ويقع في مقاطعة تشونغ شيانغ، ووهان، هوبي، الصين. في عام 2015، افتتح المعهد أول مختبر للسلامة البيولوجية مستوى رابع (بي إس إل-4)، بُني في بر الصين الرئيس.

## نبذة تاريخية
أُسس المعهد في عام 1956 باسم مختبر ووهان لعلم الأحياء الدقيقة، التابع لأكاديمية العلوم الصينية (سي إيه إي). في عام 1961، أصبح اسمه معهد جنوب الصين للأحياء الدقيقة، وفي عام 1962، سُمي معهد ووهان للأحياء الدقيقة. في عام 1970، أصبح اسمه معهد الأحياء الدقيقة في مقاطعة هوبي، وذلك عندما استلمت لجنة هوبي للعلوم والتكنولوجيا إدارته. في شهر يونيو عام 1978، أُعيد تتبيعهُ للأكاديمية الصينية للعلوم، وسُمي معهد ووهان لأبحاث الفيروسات.
في عام 2015، انتهى تجهيز مختبر السلامة البيولوجية بكلفة 300 مليون ين (44 مليون دولار) في المعهد بالتعاون مع مهندسين فرنسيين من ليون، وكان أول مختبر للسلامة البيولوجية مستوى رابع (بي إس إل-4) يُبنى في بر الصين الرئيس. استغرق تجهيز المختبر عقدًا من الزمن منذ بدئه في عام 2003، وعبر علماء مثل عالم البيولوجيا الجزيئية الأمريكي ريتشارد إتش. إبرايت، عن قلقه من حالات هروب سابقة لفيروس سارس (SARS) من مختبرات صينية في بكين، وحيال حجم خطط الصين وسرعتها للتوسع في مختبرات بي إس إل-4. يمتلك المختبر ارتباطات قوية مع مختبر غالفستون الوطني في جامعة تكساس. في عام 2020، قال إيبرايت عن المعهد إنه «معهد أبحاث عالمي يُجري أبحاثًا على مستوى عالٍ في علم الفيروسات والمناعة».

### تفشي فيروس كورونا 2019-2020
في شهر فبراير عام 2020، أفاد تقرير لصحيفة نيويورك تايمز أن فريقًا يقوده شي زنغلي كان هو أول من يحدد ويحلل ويسمي التسلسل الجيني لفيروس كورونا الجديد (nCoV-2019)، وينقله إلى قواعد البيانات العامة ليفهمه العلماء حول العالم، وإلى الوثائق المنشورة لمجلة نيتشر. في شهر فبراير عام 2020، تقدم المعهد بطلب الحصول على امتياز استخدام عقار ريميديسفير، وهو عقار تجريبي تملكه شركة غيلياد ساينسز، اكتشف المعهد أنه مثبط للفيروس في أنبوب المختبر، في حركة زادت أيضًا من المخاوف المتعلقة بحقوق الملكية الفكرية الدولية. قال المعهد في بيان له إنه لن يمارس حقوق الامتياز الصينية الجديدة «إذا اعتزمت الشركات الأجنبية ذات الصلة، المشاركة في منع الوباء الصيني والسيطرة عليه».
انتشرت شائعات أن المعهد كان مصدرًا لتفشي فيروس كورونا في عامي 2019-2020 نتيجةً لمزاعم إجرائهم لأبحاث الأسلحة البيولوجية، التي فُضحت على أنها نظرية مؤامرة، من قبل صحيفة واشنطن بوست في مقال بعنوان: «خبراء يفضحون نظرية هامشية تربط بين فيروس كورونا الصيني وأبحاث الأسلحة البيولوجية». استشهدت الصحيفة بخبراء أمريكيين، بينوا لماذا لم يكن المعهد مناسبًا لأبحاث الأسلحة البيولوجية، وأن معظم الدول منعت أبحاث الأسلحة البيولوجية باعتبارها غير مثمرة، وأنه لم يكن هناك دليل على أن الفيروس صُمّم وراثيًا. في شهر فبراير عام 2020، قالت صحيفة ذا فاينينشال تايمز في تقرير لها، حسب خبير الفيروسات والباحث العالمي في فيروس كورونا، تريفورد برادفورد، قال فيه إن «الدليل الذي لدينا يدل على أن الطفرات (في الفيروس) متناغمة تمامًا مع التطور الطبيعي».
خلال شهري يناير وفبراير من عام 2020، كان المعهد موضوعًا لكثير من نظريات المؤامرة، ولمخاوف من أنه كان مصدرًا للانتشار من خلال حادثة تسرب دحضها المعهد علنًا. كان أعضاء فرق البحث في المعهد هدفًا للعديد من نظريات المؤامرة، ومن ضمنهم شي، الذي صرح العديد من التصريحات يدافع فيها عن المعهد. على الرغم من أن إيبرايت دحض العديد من نظريات المؤامرة المتعلقة بمعهد ووهان لأبحاث الفيروسات، فقد قال لقناة بي بي سي الصينية إن ذلك لا يعني أن احتمال انتشار الفيروس بين السكان بسبب حادث في المختبر، «احتمال مستعبد تمامًا».

## مراكز الأبحاث
يحتوي المعهد على مراكز الأبحاث التالية:
- مركز الأمراض المعدية الناشئة.
- مركز مصادر الفيروسات والمعلوماتية الحيوية الصيني.
- مركز علم الأحياء الدقيقة البيئي والتطبيقي.
- قسم التقنيات والكيمياء الحيوية التحليلي.
- قسم أبحاث الفيروسات الجزيئية.